# Hans-Valentin Hube
Hans-Valentin Hube (n. 29 octombrie 1890, Naumburg, Saxonia-Anhalt, Germania – d. 21 aprilie 1944, Ainring, Bavaria, Germania) a fost un general german din Wehrmacht în timpul celui de-al Doilea Război Mondial. El a comandat mai multe divizii de tancuri în cursul invaziilor germane în Polonia, Franța și Uniunea Sovietică. A fost decorat cu Crucea de Cavaler al Crucii de Fier cu frunze de stejar, spade și diamante, cea mai înaltă decorație militară a Germaniei Naziste. Hube a murit într-un accident aerian din 21 aprilie 1944.

## Începutul carierei militare
Hans-Valentin Hube s-a născut la 29 octombrie 1890, în orașul Naumburg an der Saale din Imperiul German. S-a înrolat voluntar ca ofițer cadet (Fahnenjunker) în Armata Prusacă în 1909, a fost repartizat în Regimentul 26 Infanterie „Fürst Leopold von Anhalt-Dessau” din Magdeburg și a fost avansat la gradul de locotenent (Leutnant) la 22 august 1910, după 18 luni de serviciu militar.
A participat pe post de comandant de pluton și apoi de adjutant de batalion la operațiunile militare din timpul Primului Război Mondial, luptând în Cursa către mare (17 septembrie – 19 octombrie 1914) și fiind grav rănit de un glonte rătăcit în lupta de la Fontenoy (Aisne) din 20 septembrie 1914; brațul stâng i-a fost amputat ca urmare a rănilor suferite, iar în 1915 a fost decorat cu Crucea de Fier cl. a II-a. S-a întors pe Frontul de Vest în decembrie 1915 în calitate de Oberleutnant și comandant de companie, iar în 1916, în timpul Bătăliei de pe Somme, a fost decorat cu Crucea de Fier cl. I. În 1917 a fost avansat la gradul de căpitan (Hauptmann), a fost decorat cu Crucea de Cavaler al Ordinului Casei de Hohenzollern și a fost detașat pe post de comandant de batalion în luptele de apărare împotriva primului atac britanic cu tancurile în Bătălia de la Cambrai (20 noiembrie - 6 decembrie 1917). La scurt timp după aceea, a fost internat în spital, suferind de pe urma intoxicației cu gaze toxice. A fost propus pentru decorarea cu ordinul Pour le Mérite, dar nu a mai apucat să primească această decorație din cauza încheierii războiului în noiembrie 1918.
În 1918, odată cu sfârșitul războiului și cu prăbușirea Imperiului German, Hube a servit pentru scurt timp ca voluntar în unitățile paramilitare Freikorps și a fost reangajat în octombrie 1919 în Reichswehr, forța militară succesoare a armatei imperiale germane după înființarea Republicii de la Weimar. În anii instabilității politice germane căpitanul Hube a servit mai întâi pe post de comandant de companie și a devenit în 1925 instructor la Școala Centrală de Infanterie de la Dresda. În 1932 a preluat, cu funcția de maior, comanda Batalionului I al Regimentului 3 Infanterie Prusacă din Marienwerder. Doi ani mai târziu a fost avansat la gradul de locotenent-colonel (Oberstleutnant). La 1 mai 1935 a devenit comandant al Școlii de instruire a infanteriei de la Döberitz și a fost înaintat la gradul de colonel (Oberst) în Wehrmacht.

## Al Doilea Război Mondial

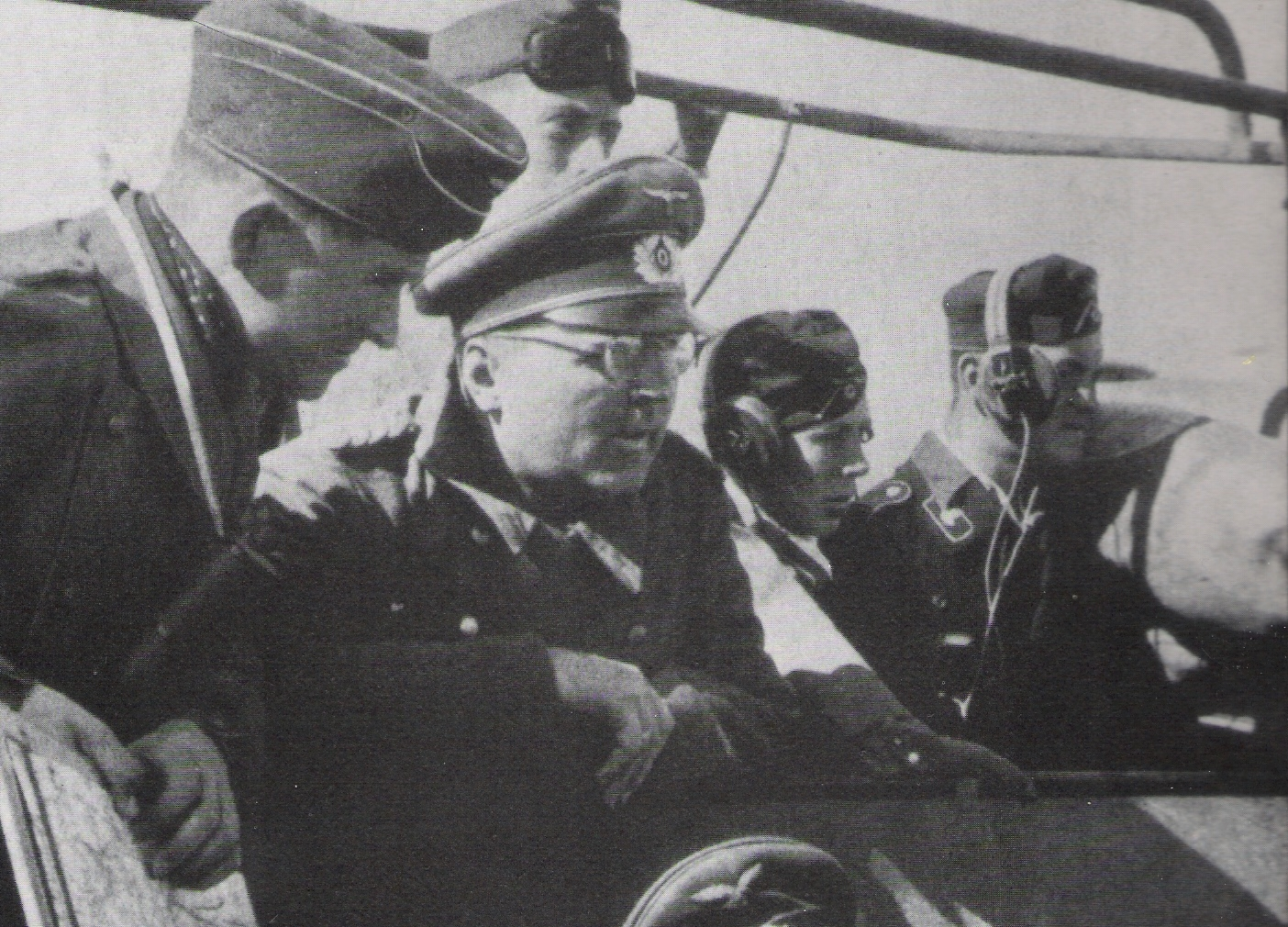
23 august 1942: Hans Hube în calitate de comandant al Diviziei 16 Panzer

După declanșarea celui de-al Doilea Război Mondial colonelul Hube a luat parte la invadarea Poloniei. În octombrie 1939 a preluat comanda Regimentului 3 Infanterie cu care a luptat în Bătălia Franței. A fost numit comandant al Diviziei 16 Infanterie la 1 iunie 1940 și avansat la gradul de general-maior (Generalmajor), iar apoi, la 1 noiembrie 1940, a fost numit comandant al Diviziei 16 Panzer, care a fost formată prin divizarea Diviziei 16 Infanterie.
În decembrie 1940 Divizia 16 Panzer a fost trimisă în România, unde, sub codul Lehrstab-R II, a avut misiunea de instruire militară a unităților românești. Divizia germană de tancuri a avut inițial garnizoana la Sibiu. În dimineața zilei de 23 ianuarie 1941, în timpul Rebeliunii legionare, generalul Hube l-a chemat la unitate pe avocatul Nistor Chioreanu, comandantul Regiunii II legionare (cu sediul la Sibiu), și, după ce i-a adus la cunoștință ordinul lui Horia Sima de încetare a luptei, l-a somat să dispună funcționarilor legionari din subordinea sa părăsirea în termen de două ore a tuturor instituțiilor publice și predarea armelor către autoritățile militare, amenințând că în caz contrar va scoate tancurile pe străzi pentru a restabili ordinea.
Divizia 16 Panzer a fost trimisă apoi în Bulgaria la începutul anului 1941, dar a fost păstrată ca unitate de rezervă în timpul Campaniei din Balcani și nu a participat la invadarea Iugoslaviei și Greciei. Ea a revenit pentru scurt timp în Germania înainte de a fi trimisă în Polonia pentru pregătirea invadării Uniunii Sovietice. Generalul Hube a comandat Divizia 16 Panzer în acțiunile militare ale Operațiunii Barbarossa, ca parte a Grupului de Armate Sud comandat de feldmareșalul Gerd von Rundstedt, și a fost decorat cu Crucea de Cavaler al Crucii de Fier (1 august 1941) pentru activitatea sa din timpul invadării Uniunii Sovietice. Divizia a luptat în sectorul sudic al Frontului de Est și a luat parte la Bătălia de la Kiev (23 august – 26 septembrie 1941) și la înaintarea Armatei Germane către Marea Azov. Hube a fost avansat la 1 ianuarie 1942 la gradul de general-locotenent (Generalleutnant), iar la 16 ianuarie 1942 a fost decorat cu frunze de stejar la Crucea de Cavaler al Crucii de Fier pentru acțiunile sale din cursul Bătăliei de la Kiev. El și-a condus apoi divizia în cursul ofensivei de vară cunoscute sub numele de Operațiunea Albastru și a Bătăliei de la Stalingrad. La 15 septembrie 1942 generalul Hube a primit comanda Corpului XIV Panzer, unitatea militară superioară a Diviziei 16 Panzer.
Hube a comandat Corpul XIV Panzer în timpul ofensivei sovietice cunoscute sub denumirea de Operațiunea Uranus. El a fost avansat la 1 octombrie 1942 la gradul de General der Panzertruppe, iar Adolf Hitler i-a înmânat personal spadele la Crucea de Cavaler al Crucii de Fier cu frunze de stejar la 21 decembrie 1942. În timpul petrecut la cartierul militar al Führerului de la Rastenburg, Hube a încercat intens, cu argumente, dar zadarnic, să-l convingă pe Hitler să-i acorde Armatei a 6-a o pauză pentru refacere. În schimb, Hitler a promis declanșarea la începutul lunii februarie 1943 a unui nou atac de salvare. Hube l-a informat cu privire la acest plan pe generalul Paulus, comandantul armatei, la întoarcerea sa pe front în 8 ianuarie 1943. Cu toate acestea, la ordinul lui Hitler, Hube a revenit din nou de pe front pe 18 ianuarie 1943 pentru „a reorganiza aprovizionarea Armatei a 6-a”.
După distrugerea Armatei a 6-a, Hube a fost trimis pe Frontul din Mediterana. El a creat și organizat Gruppe Hube în Sicilia, o forță militară germană formată din patru divizii, care avea misiunea să apere insula. Odată cu lansarea Operațiunii Husky (numele de cod al invaziei aliate în Sicilia) în noaptea de 9-10 iulie 1943, Hube a comandat apărarea militară germană. La 17 iulie 1943 generalul Hube a primit comanda tuturor unităților militare și a trupelor de apărare antiaeriană ale Axei de pe insulă. Hube a organizat evacuarea militară germană în Peninsula Italică. El a pregătit o puternică linie defensivă, „linia Etna”, în jurul Messinei, care permitea germanilor să efectueze o retragere progresivă în timpul evacuării forțelor militare pe continent. Generalul american Patton a declanșat asaltul asupra acestei linii la Troina, dar forțele germane de apărare au rezistat cu dârzenie. În ciuda a trei debarcări de blindate amfibii americane, germanii au reușit să-și salveze de la capturare cea mai mare parte a forțelor lor și să-și păstreze neschimbate planurile de evacuare. Retragerea unui număr mare de trupe germane amenințate să fie capturate de Aliați în Sicilia a reprezentat un succes militar major al Armatelor Axei. Hube a fost implicat ulterior în bătălia pentru apărarea pozițiilor germane de la Salerno în cursul Operațiunii Avalanche.
Ulterior, Hube a fost rechemat în Germania și repartizat în rezerva de comandanți a Wehrmacht-ului (Führer-Reserve). La 29 octombrie 1943 generalul Hube a fost delegat în funcția de comandant al Armatei 1 Panzer, cu un efectiv de 200.000 de militari; armata sa de tancuri se afla în componența Grupului de Armate Sud comandat de feldmareșalul Erich von Manstein. În februarie 1944 Hube a fost confirmat oficial în funcția de comandant al Armatei 1 Panzer. La puțin timp după aceea, Corpul III Panzer, una dintre unitățile subordonate lui Hube, a primit ordinul de a ajuta forțele militare germane să iasă din punga Korsun-Cerkasî, iar în martie 1944 a fost înconjurat în zona Kameneț-Podolski. Hube a condus operațiunile de ieșire din încercuire care s-au desfășurat din 27 martie 1944 până în 15 aprilie 1944 și s-au soldat cu pierderi semnificative. În această perioadă, la 1 aprilie 1944, a fost avansat la gradul de general-colonel (Generaloberst).

## Moartea

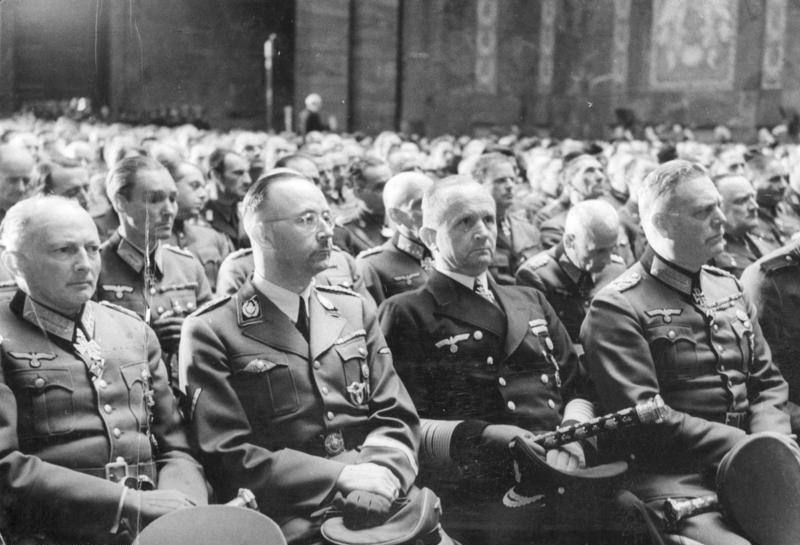
Günther von Kluge, Heinrich Himmler, Karl Dönitz și Wilhelm Keitel (de la stânga la dreapta în rândul din față) la înmormântarea lui Hube

La 20 aprilie 1944 Hube s-a întors în Germania, unde Adolf Hitler l-a decorat personal cu Crucea de Cavaler al Crucii de Fier cu frunze de stejar, spade și diamante pentru acțiunile sale militare din Sicilia, de la Salerno și din punga Kameneț-Podolski. Generalul Hube a murit a doua zi într-un accident aerian, atunci când avionul care îl transporta s-a prăbușit la scurt timp după ce a decolat din Salzburg.
A fost înmormântat cu funeralii de stat la Berlin în 26 aprilie 1944. Sicriul său a fost expus în Cancelaria Reich-ului, iar elogiul funebru a fost rostit de generalul Heinz Guderian. Garda de onoare a fost formată din generalii Walther Nehring, Hermann Breith, Heinrich Eberbach și Hans Gollnick. Rămășițele pământești ale generalului Hube au fost îngropate în Cimitirul Invalizilor din Berlin.

## Decorații

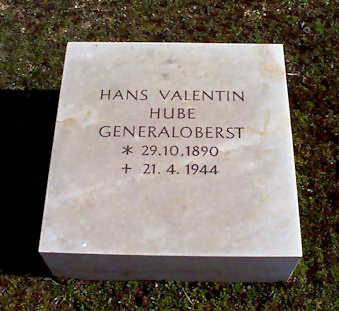
Mormântul lui Hube în Cimitirul Invalizilor din Berlin

- Crucea de Fier (1914) cl. a II-a (1915) și cl. I (1916)[14]
- Crucea de Cavaler al Ordinului Casei de Hohenzollern cu spade (1918)[15]
- Crucea Friedrich (1918)
- Insigna neagră pentru răniți (1918)
- Crucea de onoare a Războiului Mondial 1914/1918
- Medalia pentru serviciu îndelungat în Wehrmacht cl. a IV-a-cl. I
- Crucea de Fier cu barete (1939) cl. a II-a (24 mai 1940) și clasa I (3 iunie 1940)[14]
- Crucea de Cavaler al Crucii de Fier cu frunze de stejar, spade și diamante
  - Crucea de Cavaler (1 august 1941) în calitate de Generalmajor și comandant al Diviziei 16 Panzer[16]
  - cu frunze de stejar (16 ianuarie 1942) în calitate de Generalmajor și comandant al Diviziei 16 Panzer[16]
  - cu spade (21 decembrie 1942) în calitate de Generalleutnant și comandant al Corpului XIV Panzer[16]
  - cu diamante (20 aprilie 1944) în calitate de General der Panzertruppe și comandant șef al Armatei 1 Panzer[16]
- Medalia Frontului Răsăritean
- Insigna de aur pentru luptele de blindate
- Comandor al Ordinului Militar de Savoia
- Menționat de trei ori în buletinul radiofonic militar german Wehrmachtbericht (17 august 1943, 31 ianuarie 1944 și 9 aprilie 1944)

## Portrete în lucrări memorialistice
Avocatul român Nistor Chioreanu, fost comandant al Regiunii II legionare, l-a descris în lucrarea sa memorialistică Morminte vii (1992) pe generalul Hube ca „un om jovial, roșcovan” și prietenos și un militar loial Führerului Adolf Hitler. În discuția purtată pe 22 ianuarie 1941 generalul german s-a manifestat, potrivit lui Chioreanu, ca un prieten al legionarilor, dar a afirmat că în calitate de militar este obligat să execute ordinele Führerului, după cum a dovedit în ziua următoare când i-a somat pe legionari să cedeze puterea.

## Lucrări
- Hube, Hans-Valentin (1925). Der Infanterist (în germană). Charlottenburg, Germania: Offene Worte. OCLC 643823983.
- Hube, Hans-Valentin (1928). Schützendienst (în germană). Charlottenburg, Germania: Offene Worte. OCLC 833701714.
- Hube, Hans-Valentin (1935). Der Infanterist Band 1—Für Kasernenstube und Unterrichtsraum (în germană). Berlin, Germania: Offene Worte. OCLC 248627859.

## Legături externe
- de Hans-Valentin Hube în Catalogul Bibliotecii Naționale a Germaniei (Informații despre Hans-Valentin Hube • PICA • Căutare pe site-ul Apper)

| Lideri militari                                                 | Lideri militari                                                                    | Lideri militari                                                      |
| --------------------------------------------------------------- | ---------------------------------------------------------------------------------- | -------------------------------------------------------------------- |
| Predecesor: Generalleutnant Heinrich Krampf                     | Comandant al Diviziei 16 Infanterie 1 iunie 1940 – 1 noiembrie 1940                | Succesor: General der Infanterie Friedrich-Wilhelm von Chappuis      |
| Predecesor: -                                                   | Comandant al Diviziei 16 Panzer 1 noiembrie 1940 – 14 septembrie 1942              | Succesor: Generalmajor Günther von Angern                            |
| Predecesor: General der Infanterie Gustav Anton von Wietersheim | Comandant al Corpului XIV Panzer 15 septembrie 1942 - 17 ianuarie 1943             | Succesor: Generalleutnant Helmuth Schlömer                           |
| Predecesor: Generalleutnant Helmuth Schlömer                    | Comandant al Corpului XIV Panzer 5 martie 1943 - 2 septembrie 1943                 | Succesor: Generalleutnant Hermann Balck                              |
| Predecesor: Generalleutnant Hermann Balck                       | Comandant al Corpului XIV Panzer 9 octombrie 1943 - 24 octombrie 1943              | Succesor: General der Panzertruppen Fridolin von Senger und Etterlin |
| Predecesor: Generaloberst Eberhard von Mackensen                | Comandant al Armatei 1 Panzer (1. Panzerarmee) 29 octombrie 1943 – 21 aprilie 1944 | Succesor: Generaloberst Erhard Raus                                  |